# 32-й егерский полк
32-й егерский полк

## Места дислокации
В 1820 году — крепость Аккерман. Полк входил в состав 16-й пехотной дивизии. 

## Формирование полка
Сформирован 24 июля 1806 г. По упразднении егерских полков 28 января 1833 г. все три батальона были присоединены к Тульскому пехотному полку. Старшинство полка сохранено не было.

## Кампании полка
Оба действующих батальона состояли в 18-й пехотной дивизии корпуса Каменского 3-й обсервационной армии, с открытием Отечественной войны были назначены в 18-ю дивизию 2-го корпуса Дунайской армии и приняли участие в разгроме французов при Березине и далее во многих делах при окончательном изгнании Наполеона из России. Гренадерская рота 2-го батальона была откомандирована в сводно-гренадерскую бригаду корпуса Каменского и в нём провела всю кампанию 1812 года. Запасной батальон находился в составе 36-й дивизии корпуса Остен-Сакена 3-й обсервационной армии.
В 1819 году полк был переведён из 18-й дивизии в состав 16-й, которой командовал М. Ф. Орлов.

## Знаки отличия полка
Из знаков отличия 32-й егерский полк имел две серебряные Георгиевские трубы с надписью «За оказанное отличие в сражениях бывших под Городечном, Кенигсвартом, Бауценом в Силезии и под Бриенном», пожалованные 5 января 1815 г.; 25 апреля того же года трубы были пожалованы вторично, ввиду чего надпись была изменена: «За сражения под Городечном, в Силезии, под Бриенн-Ле-Шато и при селении Ла-Ротьер». Эти трубы были сохранены в Тульском полку.

## Шефы полка
- 24.08.1806 — 20.04.1807 — полковник Огарёв
- 20.04.1807 — 01.09.1814 — полковник (с 14.06.1810 генерал-майор) Мещеринов, Василий Дмитриевич

## Командиры полка
- 02.06.1808 — 17.02.1811 — майор (с 12.12.1808 подполковник) Трейблут, Иван Христофорович
- 08.05.1816 — 16.12.1822 — подполковник (с 23.04.1818 полковник) Непенин, Андрей Григорьевич
- 16.12.1822 — 28.01.1833 — подполковник (с 1828 - полковник) Лишень, Пётр Степанович 1-й